# Tephritis majuscula
Tephritis majuscula
 es una especie de insecto díptero que Erich Martin Hering y Ito describieron científicamente por primera vez en el año 1953.
Esta especie pertenece al género Tephritis de la familia Tephritidae.